# 8:30
8:30 ist ein Album von Weather Report aus dem Jahr 1979, das drei LP-Seiten Live-Aufnahmen und eine Seite Studio-Aufnahmen enthielt. Das Album wurde 1979 mit einem Grammy in der Kategorie Best Jazz Fusion Performance ausgezeichnet.

## Live-Seiten

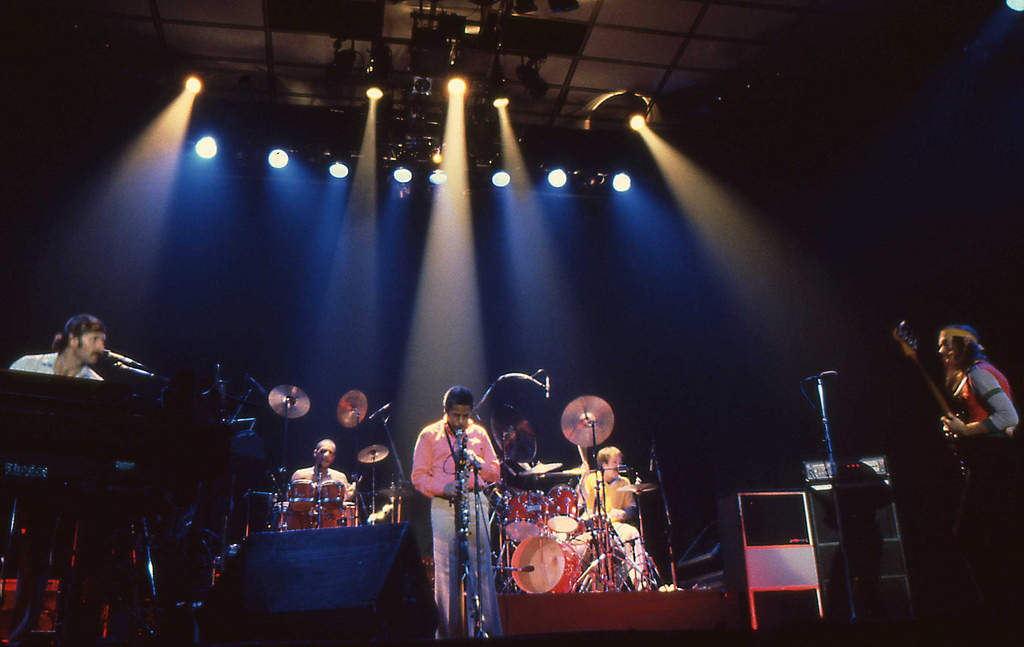
Weather Report 1980

Der Albumname bezeichnet die Uhrzeit, zu der die Band meistens ihre Konzerte begann, was das gemalte Albumcover verdeutlicht, das eine vor einer Konzerthalle wartende Menschenmenge zeigt. Zur Zeit der Veröffentlichung des Albums wurde die Band von vielen Kritikern im Zenit ihrer Geschichte gesehen. Weather Report hatte mit Hits wie Black Market, Birdland und Teen Town beachtlichen kommerziellen Erfolg. Die Mitschnitte der drei Liveseiten des Albums entstanden laut CD-Booklet im Januar und Februar 1979, drei Monate nach dem erst 2011 veröffentlichten Album Live in Offenbach 1978.
Jaco Pastorius spielte sein Bass-Solo Slang, auf dem er sich mittels eines Echogeräts selber begleitet, um dann zum Thema Third Stone from the Sun von Jimi Hendrix über Portrait of Tracy aus seinem ersten Soloalbum und dann zu (The Hills are Alive with) The Sound of Music zu wechseln.

## Studio-Seite

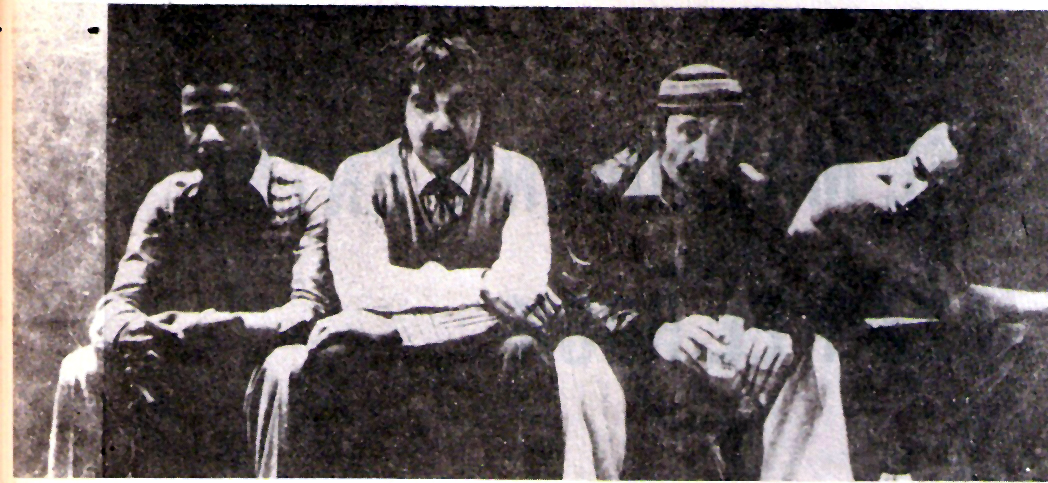
Foto auf der Innenseite der LP

Der Entschluss wurde gefasst, eine Studio-Seite zu ergänzen, nachdem eine Aufnahme versehentlich gelöscht worden waren:

„Joe und ich und der Toningenieur waren in den Devonshire Studios, und der Kerl drückt lässig die Aufnahmetaste. Der Assistent hatte alle Spuren angewählt. Der Ingenieur überprüfte nicht, ob wirklich nur eine Spur überschrieben wurde, und die ganze Konsole leuchtete wie ein Weihnachtsbaum – und im Raum war es still. Ich habe es gesehen, und der Ingenieur hat sofort reagiert und Stopp gedrückt. Joe ging umher und drehte ihm seinen Rücken zu. Der Kerl hat die ultimative Sünde eines Toningenieurs begangen. Es gab nichts zu sagen, und Joe ging einfach nur herum. Diese Aufnahme, die einzige Version, hatten wir nun verloren. Es war meiner Meinung nach ein Segen, weil wir an diesem Tag beschlossen, ins Studio zu gehen, um das Album zu beenden.“

Auf der Studio-Seite spielt Pastorius auf zwei Titeln Schlagzeug: auf dem Titelstück 8:30 sowie auf Brown Street, zusätzlich zu Erskine. Auf letzterem Titel wird zudem Joe Zawinuls ältester, dreizehnjähriger Sohn Erich Zawinul als Perkussionist erwähnt. Auf The Orphan singen zehn Kinder des West Los Angeles Christian Academy Children’s Choir.

## Titelliste

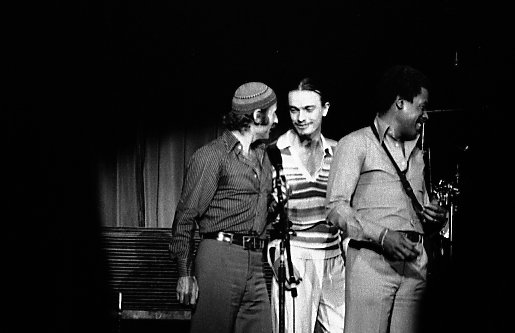
Zawinul, Pastorius, Shorter

Die Seitenangaben beziehen sich auf die Langspielplatte. Die Titel sind von Zawinul, wenn es nicht in Klammern anders vermerkt ist.
Seite 1 (Live)
1. Black Market – 9:47
2. Scarlet Woman (Alphonso Johnson/Shorter/Zawinul) – 8:42

Seite 2 (Live)
1. Teen Town (Jaco Pastorius) – 8:01
2. A Remark You Made – 6:55
3. Slang (Jaco Pastorius) – 4:45
4. In a Silent Way – 2:47

Seite 3 (Live)
1. Birdland – 7:13
2. Thanks for the Memory (Leo Robin/Ralph Rainger) – 3:33
3. Medley: Badia/Boogie Woogie Waltz – 9:32

Seite 4 (Studio)
1. 8:30 – 2:36
2. Brown Street (Zawinul/Wayne Shorter) – 8:34
3. The Orphan – 3:17
4. Sightseeing (Wayne Shorter) – 5:34

## Rezeption
In Allmusic wurde das Album sehr positiv bewertet:

„Die Studio-Meisterschaft der Gruppe überschattet manchmal die Tatsache, dass sie auch ein Live-Monster sind – also sollte man dieses herausragende Live- und Studio-Album von 1979 nicht übersehen.“